# La Fontaine d'Aréthuse
Pour les articles homonymes, voir Fontaine Aréthuse (homonymie) et Aréthuse.
Pour plus de détails, voir Fiche technique et Distribution.
La Fontaine d'Aréthuse (Törst « soif ») est un film suédois réalisé par Ingmar Bergman, sorti en 1949.

## Synopsis
Le scénario assemble plusieurs nouvelles d'un recueil écrit par Birgit Tengroth, qui incidemment joue dans le film le rôle de Viola. Les amours tragiques des différents personnages sont dévoilées par flashbacks au fur et à mesure du voyage de retour du couple vers Stockholm.
Bertil et Rut, couple désuni, traversent l'Allemagne dévastée par la guerre. Retranchés dans leur solitude, ils se remémorent leurs aventures respectives. L'évocation de la nymphe Aréthuse, à la suite de leur passage en Sicile, devient pour eux la métaphore de l'impossibilité de l'amour. Pendant que son mari dort encore, Rut revoit en pensée quelques moments de son passé. Avant son mariage, elle avait rencontré Raoul, un jeune officier. Elle se souvient des merveilleux jeux d’été sur une petite île paradisiaque. Mais son bel amant était marié à une femme jalouse et tyrannique — un avortement condamna Rut à la stérilité et mit fin à sa carrière de danseuse. Dans le train qui les conduit à Stockholm, Rut reproche à son mari une liaison récente avec Viola, une jeune femme dépressive. On retrouve Viola dans le cabinet médical du docteur Rosengren, psychiatre satanique qui la tourmente et veut abuser d’elle. Elle s’enfuit et trouve refuge chez Valborg, une ancienne amie d’enfance. Mais Valborg est une lesbienne qui veut transformer les gestes de réconfort en approche de séduction. Viola quitte précipitamment Valborg et court vers les quais du port. En proie au plus profond désespoir, elle se jette à l’eau.

## Fiche technique
- Titre : La Fontaine d'Aréthuse ou La Soif
- Titre original : Törst
- Réalisation : Ingmar Bergman
- Scénario : Herbert Grevenius (en) d'après le livre de Birgit Tengroth
- Production : Helge Hagerman
- Musique : Erik Nordgren
- Photographie : Gunnar Fischer
- Montage : Oscar Rosander
- Décors : Nils Svenwall
- Format : Noir et blanc - 1,37:1 - Mono - 35 mm
- Genre : Drame
- Durée : 83 minutes
- Date de sortie : 1949

## Distribution
- Eva Henning : Rut
- Birger Malmsten : Bertil
- Birgit Tengroth : Viola
- Hasse Ekman : Dr Rosengren
- Mimi Nelson : Valborg
- Bengt Eklund : Raoul
- Gaby Stenberg : Astrid
- Sif Ruud (non créditée) : la veuve